# Robert T. Craig
Robert Theodore Craig (1902-1986) fue un odontólogo y botánico estadounidense que fue especialista en el género Mammillaria, familia Cactaceae.

## Algunas publicaciones

### Libros
- 1963. The Mammillaria handbook: with descriptions, illustrations, and key to the species of the genus Mammillaria of the Cactaceae. Ed. E P Publish. 390 pp. ISBN 0854093303

## Honores

### Epónimos
Género
- (Tiliaceae) Craigia W.W.Sm. & W.E.Evans[1]

Especies
- (Cactaceae) Mammillaria craigii G.E.Linds.[2]
- (Crassulaceae) Graptopetalum craigii (R.T.Clausen) R.T.Clausen in R.T.Clausen[3]
- (Dracaenaceae) Sansevieria craigii Hort.[4]
- (Fabaceae) Astragalus craigii M.E.Jones[5]
- (Leguminosae) Astragalus craigii M.E.Jones[6]
- (Poaceae) Danthonia craigii Veldkamp[7]

- La abreviatura «R.T.Craig» se emplea para indicar a Robert T. Craig como autoridad en la descripción y clasificación científica de los vegetales.[8]